# Anne-Marie David
Pour les articles homonymes, voir David.
Anne-Marie David, née le 23 mai 1952 en Casablanca (Protectorat français au Maroc), est une chanteuse française. Elle a remporté le Concours Eurovision de la chanson pour le Luxembourg en 1973 avec la chanson Tu te reconnaîtras.

## Biographie

### Les années 1970
Née en 1952 à Casablanca, elle joue en 1972 le rôle de Marie-Madeleine dans la version française de la comédie musicale Jesus Christ Superstar,. Elle double également les chansons du film pour la version française. Elle est choisie pour être la marraine de la troisième chaîne couleur de l'ORTF, qui ouvre son antenne le 31 décembre 1972. L’année suivante, elle reçoit le Grand Prix international du disque de l’académie Charles-Cros avec la chanson Aimer et gagne en 1973 le Concours Eurovision de la chanson pour le Luxembourg avec la chanson Tu te reconnaîtras,. Elle obtient également un prix d’interprétation au World Festival Song à Tokyo.
L'artiste fait beaucoup de tournées au Moyen-Orient entre 1974 et 1978, elle est d'ailleurs très appréciée en Turquie. Elle y reçoit en 1974 et 1975 l'Oscar international des variétés. Elle est la seule artiste française à l'avoir obtenue deux fois.
Elle représente la France au Concours Eurovision de la chanson 1979, avec le titre Je suis l'enfant-soleil et se classe troisième, avec 106 points.

### Les années 1980
En 1980, elle donne un concert au Palais des Congrès de Versailles et en 1981, à Mysen en Norvège, elle participe au Gala des vainqueurs de l’Eurovision, organisé par la télévision norvégienne (NRK) et l’UER, pour le 25e anniversaire du concours et au profit de la Croix-Rouge Internationale. Anne-Marie David est très populaire en Norvège et reçoit le prix de la meilleure interprète étrangère à Oslo en 1983.
Elle participe en 1984 au théâtre d’Angers à la comédie musicale Le Vent tourbillon, composée par Claude Bolling, mise en scène par Michael Lonsdale qui lui donne la réplique. En 1987, elle participe au Festival de Viña del Mar au Chili où elle représente la France et se classe troisième, avec la chanson 2000 ans déjà.
La chanteuse se retire ensuite de la scène musicale.

### Les années 2000
Anne-Marie David revient en 2004 avec un album Live à Charleroi.
L’année suivante, Anne-Marie David est invitée par la télévision danoise (DR) à Copenhague, à l'émission Congratulations qui fête les cinquante ans de l'Eurovision.
En 2006, elle fait une tournée avec son spectacle Chansons. En 2010 est sorti son CD Federico, produit et écrit par Jean Renard. Ce CD compte deux nouvelles chansons en espagnol : Federico, en hommage à Federico Garcia Lorca et A mi Padre.

### Les années 2010
En 2011 sortie de son maxi single Traces et en 2012 elle fait une série de dix concerts à Paris au théâtre du Temple pour fêter ses quarante ans de carrière.
Anne-Marie David crée le concept Mon Cinéma Sans Image, un film sans image. Il associe les nouvelles de Stefan Zweig, la lecture du texte par un comédien de talent, les éléments sonores liés au bruitage d'un film, et la musique expressive de Jean Musy. Les lectures s'effectuent dans le noir. La réalisation est signée par Jean Musy le compositeur de musiques de films.
De nombreuses dates sont programmées en France. Les séances sont suivies d'un débat animé par Anne Marie David sur le thème Puissance de l'imaginaire, nos perceptions perdues.
Mon cinéma sans image s'adresse également à un jeune public par l'intermédiaire de contes pour enfants, réalisés par Jean Musy.
Elle donne un concert à Limoges avec Corinne Hermès et Hervé Cristiani.
Anne-Marie David participe à la sélection française pour le Concours Eurovision de la Chanson 2013 avec le titre "Je manque de toi". Elle n'est toutefois pas sélectionnée, le jury lui préférant Amandine Bourgeois.
Le 12 novembre 2013, Anne Marie chante à Paris à l'Alhambra. À l'occasion de ce concert, elle a invité des amis artistes comme Jean Vallée, Bernard Sauvat et Stéphan Rizon (le gagnant de The Voice 2012) Gilles Dreu, Violaine Guénec. Ensemble, ils ont interprété des duos.
Elle est présente en 2015 à la soirée spéciale Best-of organisée par la BBC à Londres pour fêter les 60 ans du Grand Prix Eurovision de la chanson. Elle y interprète son titre Tu te reconnaîtras en français et en anglais.